# Frank Schmädeke

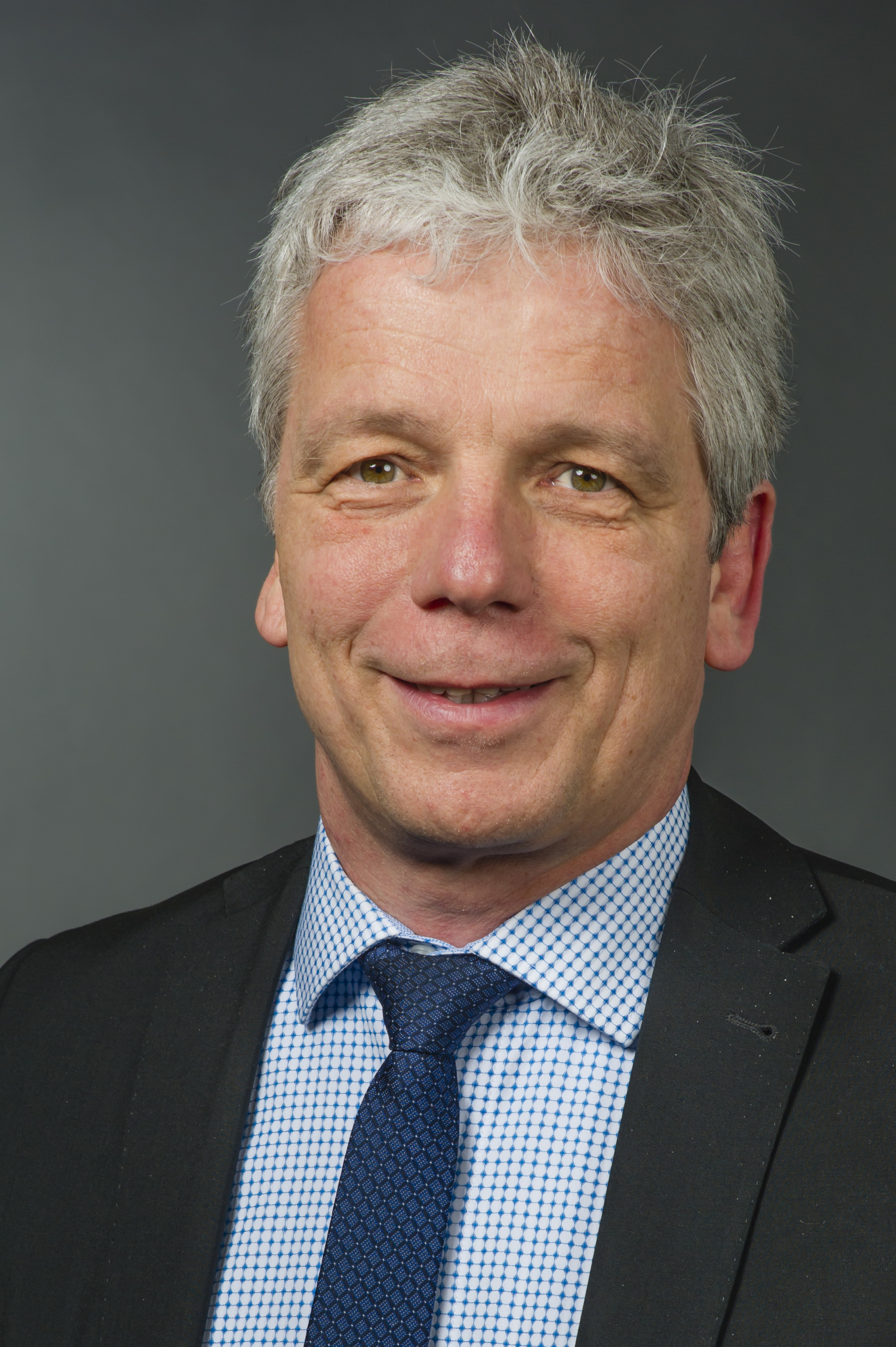
Frank Schmädeke, 2018

Frank Schmädeke (* 23. Januar 1965 in Nienburg/Weser) ist ein deutscher Politiker der Christlich Demokratischen Union Deutschlands (CDU) und gehört seit November 2017 dem Niedersächsischen Landtag an.

## Leben
Schmädeke machte im Jahr 1985 das Abitur und absolvierte danach eine Landwirtschaftliche Lehre mit Abschluss zum Landwirt. Darauf folgend leistete er den Wehrdienst ab und studierte anschließend Agrarwissenschaften an der Universität Göttingen. Im Jahr 1998 promovierte er zum Thema "Klimarelevanz Nachwachsender Rohstoffe". Seitdem war er als Agraringenieur tätig.
Schmädeke ist seit 2011 Mitglied des Rates der Samtgemeinde Heemsen. Er gehört seit 2011 dem Kreistag im Landkreis Nienburg/Weser an und ist seit 2016 stellvertretender Landrat.
Am 15. Oktober 2017 gelang ihm der Einzug als Abgeordneter in den Landtag Niedersachsen als Direktkandidat im Landtagswahlkreis Nienburg-Nord für die CDU. Bei der Landtagswahl in Niedersachsen 2022 konnte er das Direktmandat verteidigen.

## Privates
Schmädeke ist ledig und evangelisch-lutherischer Konfession.